# Pedro Afonso (filósofo)

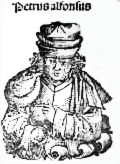
Pedro Alfonso

Pedro Afonso (em latim: Petrus Alphonsi), nascido Rabbi Moses Sephardi) foi um escritor e astrônomo Andaluso judeu que se converteu ao cristianismo.  

## História
Nasceu em data desconhecida no século XI em um local desconhecido da Espanha muçulmana, e se converteu ao cristianismo e foi batizado em Huesca no dia 29 de junho de 1106. Em homenagem ao santo do dia, São Pedro, e de seu patrono e padrasto, tomou o nome de Petrus Alfonsi. Sua principal obra foi  Disciplina Clericalis, uma composição de trinta e três contos, escritos em latim. Este trabalho é uma coleção de contos árabes de caráter moral, traduzidos do árabe, persa e sanscrito. Alguns dos contos foram retirados do Panchatantra e As Mil e uma Noites, incluindo a história de Sinbad o marinheiro.

## Outros trabalhos
- De dracone, em que calcula os movimentos das estrelas
- De Astronomia, contém uma grade astronômica de acordo com os calendários árabes, persa e latinos.
- Carta a los peripatéticos franceses.